# 麻生いずみ
麻生 いずみ（あそう いずみ、1960年11月14日 - ）は、日本の漫画家。埼玉県大宮市（現、さいたま市出身）。血液型B型。
代表作に『光の伝説』がある。

## 来歴
大学在学中の1980年、『マーガレットスペシャル』に掲載された『NYでドッキリ!』でデビュー。1985年から1988年にかけて『マーガレット』で新体操漫画『光の伝説』（全16巻）を連載。1986年にはアニメ化もされ、代表作となった。

## 作品
- 光の伝説
- ナチュラル
- ブラックバード
- SERINA聖書
- 夏の神話
- 摩天楼のため息
- 摩天楼のアリア
- 刑事かれん -24時の都会-
- うさぎのラブカード
- うさぎのきらめきLOVE
- あいつの恋メニュー
- おしゃれなサスペンス
- あり美★SOS
- ライオン・ドリーム
- ラブショット! JUN
- 天使と魅る夢
- さくら!咲きますッ
- 頬にかかる虹